# Збіги Лінкольна — Кеннеді
|                 |  |                          |
| Авраам Лінкольн |  | Джон Фіцджеральд Кеннеді |

Збіги між обставинами життя і смерті Авраама Лінкольна і Джона Фіцджеральда Кеннеді, які стали невід'ємною частиною американського фольклору. Вперше були помічені і опубліковані в пресі в 1964 році, через рік після загадкового вбивства останнього. Багато збігів з первинного списку було розвінчано Мартіном Гарднером в одному з номерів науково-популярного журналу Scientific American, а згодом передруковано в його книзі The Magic Numbers of Dr. Matrix.

## Список Гарднера
Перелік, складений Мартіном Гарднером, налічував 16 пунктів, проте в різних виданнях існують і більш довгі списки, які поповнюються і досі.
У первинному варіанті списку Гарднера збіги під номерами 9, 10 і 13 були приведені в невірному ключі. У виданні 1991 року Гарднер вніс поправки до переліку, забезпечивши недостовірні твердження своїми примітками.
1. Авраам Лінкольн був обраний президентом в 1860 році. Рівно сто років потому, в 1960 році, президентом був обраний Джон Фіцджеральд Кеннеді.
2. Обидва були сильно стурбовані правами афроамериканців.
3. Обидва були вбиті в п'ятницю в присутності дружин.
4. Подружжя обох втратили дитину в період проживання в Білому Домі.
5. Обидва були вбиті кулею, що увійшла в голову ззаду.
6. Лінкольн був убитий в Театрі Форда[en]. Кеннеді зустрів свою смерть, коли їхав в кабріолеті «Лінкольн» виробництва «Форд Мотор Компані».
7. Наступниками обох стали віцепрезиденти на прізвище Джонсон, які були жителями півдня, демократами і колишніми сенаторами.
8. Ендрю Джонсон народився в 1808 році. Ліндон Джонсон народився в 1908 році, рівно сто років потому.
9. Першим ім'ям особистого секретаря Лінкольна було «Джон», прізвище особистого секретаря Кеннеді було Лінкольн. (У піратських копіях Dr. Matrix letter цей збіг найчастіше змінений на хибне твердження про те, що прізвищем особистого секретаря Лінкольна було Кеннеді. Насправді його звали Джон Ніколєй - М. Ґ.)
10. Джон Вілкс Бут народився в 1839 році. Лі Гарві Освальд народився в 1939 році, сто років по тому. (Згодом я дізнався, що існує суперечка навколо року народження Бута. Пізніші дослідження вказують на 1838 рік і це, мабуть, правильно. 1839 вказано, тим не менш, у таких загальноприйнятих джерелах, як Біографічний словник Чемберса[en] (перевидання 1962 року) і Новий загальний словник англійської мови Функа і Уогналла (1945) - М. Ґ.)
11. Обидва вбивці були жителями півдня, дотримувалися екстремістських поглядів.
12. Обидва вбивці були вбиті до суду.
13. Джон Бут убив Лінкольна в театрі і переховувався в коморі (У деяких копіях Dr.Matrix letter замість «комори» зустрічається «склад» - М. Ґ.). Лі Гарві Освальд стріляв у Кеннеді з книгосховища і переховувався в кінотеатрі.
14. LINCOLN і KENNEDY — по сім букв.
15. ANDREW JOHNSON і LYNDON JOHNSON — по тринадцять букв.
16. JOHN WILKES BOOTH і LEE HARVEY OSWALD — по п'ятнадцять букв.

## Інші збіги

### Достовірні

#### Життя
- Обидва президенти були другими дітьми в сім'ї. Лінкольн мав старшу сестру Сару, а Кеннеді — старшого брата Джозефа Патріка, який загинув під час Другої світової війни[4].
- Обидва були названі на честь дідів. Лінкольн — на честь діда по батькові, капітана Авраама Лінкольна, убитого індіанцями, а Кеннеді — на честь батька своєї матері, відомого політика Джона Френсіса Фіцджеральда[4].
- Обидва мали вроджені генетичні захворювання. Так, Лінкольн страждав вродженим синдромом Марфана (за іншою версією — множинною ендокринною неоплазією)[5], а Кеннеді — спінально-бульбарною аміотрофією, що згодом отримала назву «хвороба Кеннеді»[6].
- Обидва президенти любили сидіти в кріслі-гойдалці. Як при Лінкольні, так і при Кеннеді, крісло-гойдалка розташовувалося в президентському кабінеті в Білому домі. Крім того, Лінкольн був убитий, перебуваючи в кріслі-гойдалці[7].
- Обидва президенти захоплювалися поезією, зокрема, творами Шекспіра, любили розповідати анекдоти.
- Другом і соратником Лінкольна був Едлай Евінг Стівенсон — демократ зі штату Іллінойс[8]. Другом і соратником Кеннеді також був Едлай Евінг Стівенсон — демократ з Іллінойсу, онук попереднього[9].

#### Сім'я
|                    |  |                |
| Мері Тодд Лінкольн |  | Жаклін Кеннеді |

- Жаклін Кеннеді і Мері Тодд Лінкольн до вступу в шлюб зі своїми чоловіками вже були заручені з іншими людьми. Примітно, що нареченим майбутньої дружини Лінкольна був Стівен Дуглас, що в майбутньому програв Лінкольну на президентських виборах. Жаклін Кеннеді, в свою чергу, була заручена з брокером Джоном Хастедом.
- Обидві перші леді походили з аристократичних сімей, вільно розмовляли між собою французькою мовою, були марнотратні.
- Подружжя обох президентів виходили заміж у віці 24 років, в той час, як їх чоловікам на момент весілля було вже більше 40 років[10].
- У Лінкольна були сини Роберт і Едвард. У Кеннеді були брати Роберт і Едвард.
- Сестри обох президентів пішли з життя до їх президентства.
- Невістку Лінкольна звали Мері Юніс. Сестру Кеннеді звали Юніс Мері.
- В обох президентів було четверо дітей.
- У кожного президента померло по двоє з чотирьох дітей, причому по одному — до президентства (чотирирічний Едвард Лінкольн помер в 1850 році, а в 1956 році у Кеннеді при народженні померла дочка), а ще по одному — під час президентського терміну (Вільям Лінкольн пішов з життя в 1862 році у віці 11 років, а в 1963 році у Кеннеді знову помер новонароджений син). Двоє дітей, що залишилися у кожного президента, пережили батьків[11].
- Син Лінкольна — Роберт Тодд, був послом США у Великій Британії в 1889—1893 роках, а батько Кеннеді — Джозеф Патрік, обіймав цю ж посаду в 1938—1940 роках.

#### Кар'єра
- Авраам Лінкольн був обраний до Палати представників США в 1846 році; Джон Кеннеді — в 1946 році.
- Головний конкурент Лінкольна на президентських виборах 1860 року — Стівен Дуглас — народився в 1813 році; головний конкурент Кеннеді на виборах 1960 року — Річард Ніксон — народився в 1913 році[12].
- Обом президентам майже відразу після інавгурації була нав'язана війна. У випадку з Лінкольном це була Громадянська війна в США, у випадку з Кеннеді — Війна у В'єтнамі (військові дії почалися значно раніше, але перший американський військовий контингент був перекинутий до В'єтнаму в 1961 році).

#### Вбивці
|                |  |                  |
| Джон Уілкс Бут |  | Лі Гарві Освальд |

- Бут і Освальд мали однаковий зріст — 5 футів і 8 дюймів (близько 172 см)[9].
- Обидва вбивці походили з неблагополучних сімей; обидва в ранньому дитинстві втратили батьків[8].
- І Бут, і Освальд були вбиті до суду, і обидва — з кольта. Бут, який зумів втекти з-під варти, був наздогнаний на території штату Вірджинія і убитий поліцейським Бостоном Корбетом[8]; Освальд був застрелений власником нічного клубу в Далласі Джеком Рубі під час виведення з поліцейської дільниці[9].
- Обох убивць заарештував поліцейський на прізвище Бейкер (у випадку з Бутом мова йде про перший арешт, після якого йому вдалося сховатися)[8].

#### Обставини загибелі
- Обидва президенти були вбиті за день до свята. Лінкольн — напередодні Великодня, Кеннеді — напередодні Дня Подяки.
- Обидві президентські подружжя під час вбивств супроводжувалися ще однією подружньою парою. Так, Авраам і Мері Тодд Лінкольни відвідували театр разом з офіцером Гаррі Ретбоуном і його нареченою Кларою Харріс[8], а Джон і Жаклін Кеннеді їхали в автомобілі разом з губернатором штату Техас Джоном Боуденом Конналлі і його дружиною Неллі[13].
- І Ретбоун, і Конналлі були поранені під час замахів на президентів, і обидва не смертельно[8][13].
- Прізвища «Ретбоун» і «Конналлі» складаються з восьми букв (англ. Rathbone; Connally).
- Обидва президенти померли не одразу після замахів.
- Обидва президенти померли в місцях, в подвійних назвах яких обидва слова починалися на букви P і H. Лінкольн помер в готелі «P eterson's H ouse»; Кеннеді — в Парклендському госпіталі (англ. Parkland Hospital)[9].

#### Віцепрезиденти
|               |  |                |
| Ендрю Джонсон |  | Ліндон Джонсон |

- Обидва Джонсони страждали від сечокам'яної хвороби, при цьому будучи єдиними президентами в історії США, що мали це захворювання.
- Обидва Джонсони були грубими, нестриманими, схильними до випивки; мали кирпатий ніс і прилизане волосся, та походили з південних штатів.

#### Різне
- У листі, опублікованому в Cincinnati Gazette 8 листопада 1858 року, кандидатуру Лінкольна на посаду президента США підтримував військово-морський міністр, якого звали Джон Кеннеді[8].
- Похорон Кеннеді, згідно з побажанням його вдови Жаклін, проходив подібно похорону Лінкольна[9].

### Недостовірні збіги
|                                  |  |                                      |
| Комора, у якій був спійманий Бут |  | Книгосховище, звідки стріляв Освальд |

Крім реальних збігів, які підтверджуються авторитетними джерелами, в списках найчастіше фігурують факти, які не відповідають дійсності або можуть бути названі збігами тільки зі значними натяжками. Так, одним з найпопулярніших є той факт, що Лі Гарві Освальд народився нібито через 100 років після Бута, тобто, в 1939 році. Однак Джон Вілкс Бут насправді народився не в 1839 році, а в 1838 році.
Існує також гіпотеза, що Бута, на відміну від Освальда, не можна вважати південцем. Він народився в штаті Меріленд, який, незважаючи на збереження рабоволодіння, не увійшов до складу Конфедерації. Освальд, який з'явився на світ в Новому Орлеані, навпаки, все свідоме життя провів на півночі США. До того ж, якщо Лінкольн був убитий в розпал Громадянської війни в США, коли країна була розділена на Південь і Північ, то в 1963 році походження не мало особливого значення, і Освальд, стріляючи в Кеннеді, керувався не політичними мотивами, назвавши себе «вбивцею -одинаком».
У більшості списків збігів досі вказується сумнівне твердження про те, що Лінкольн мав особистого секретаря на прізвище Кеннеді. Достеменно відомо, що секретарями президента в Білому домі були Джон Г. Ніколєй та Джон Хей, проте ніякої достовірної інформації про секретаря Кеннеді знайти досі не вдавалося. У той же час, у президента Кеннеді дійсно була секретар Евелін Лінкольн, але той факт, що вона намагалася відрадити Кеннеді від поїздки в Даллас, ніколи нею не підтверджувався. Те ж стосується і Джона Хея, останнього секретаря Лінкольна.
Твердження про те, що Бут стріляв в Лінкольна в театрі і був затриманий на складі, а Освальд — навпаки, вкрай поверхово. По-перше, Бут робив постріл, перебуваючи всередині приміщення театру, а Освальд стріляв назовні з вікна будинку. По-друге, упіймання Освальда відбулося в кінотеатрі, в той час як Лінкольн був убитий в театрі драматичному, а склад, де переховувався від поліції Бут, був коморою, враховуючи те, що будівля, звідки стріляв убивця Кеннеді, виконувала функцію книгосховища. Нарешті, якщо Освальд потрапив в руки поліції відразу ж у день вбивства, то Бут, будучи спійманим також на місці, зміг втекти і перебував у бігах протягом дванадцяти днів і лише тоді був затриманий в коморі.
Згідно з іншим популярним «збігом», незадовго до смерті Лінкольн відвідував місто Монро в штаті Меріленд, а Кеннеді незадовго до смерті знаходився у відносинах з актрисою Мерилін Монро. Сумнівний характер мають обидві частини ствердження, тому що міста Монро в Меріленді не існує (щонайменше, в цей час), а роман Кеннеді і Монро сам по собі є напівлегендарним. Крім того, Монро пішла з життя у серпні 1962 року — за рік і декілька місяців до загибелі Кеннеді, а такий проміжок часу навряд чи можна назвати малим.

## Особливості збігів
На думку авторів популярного сайту Snopes.com, що займаються розвінчанням міських легенд, більша частина збігів пояснюється досить просто. Зокрема, на сайті наводяться такі пояснення деяким збігам:
- Дати виборів в Палату представників і початку президентства з різницею в 100 років не дивні, тому що президентські і парламентські вибори в США проходять з періодичністю у парну кількість років.
- Збіг у тому, що обидва президенти були вбиті в п'ятницю, пояснюється тим, що публічні заходи (такі, як театральна вистава або президентський візит до міста) зазвичай проводяться у вихідні дні або напередодні, тобто, в п'ятницю.
- Те, що і Кеннеді, і Лінкольн були вбиті пострілом у голову, пояснюється відсутністю іншого вибору в тих, хто стріляв. При тому, що вистрілити в область грудної клітини в обох випадках було неможливо (Бут підходив до Лінкольна ззаду, і той сидів у кріслі-гойдалці, і Освальд також цілився в Кеннеді зі спини), єдиним місцем, ураження якого могло гарантувати летальний збіг, в обох випадках була голова.
- Те, що віцепрезидентами при обох президентах держави були однофамільці, пояснюється поширеністю прізвища «Джонсон» в США (2 місце після прізвища «Сміт»)[14].

У цей час існує понад 200 знайдених достовірних збігів між Лінкольном і Кеннеді, а також їхніми віцепрезидентами, вбивцями і — надто — навіть убивцями вбивць. Так, і Джек Рубі, і Бостон Корбетт міняли ім'я, були схильні до садизму, перебували у стосунках з повіями і т. д., але всі подібності між ними незначні і, як вважають творці snopes.com, є легко зрозумілими і тривіальними.